# Ildegizidové
Ildegizidové známí též jako Ázerbájdžánští atabegové byla sunnitská a turkická panovnická dynastie, která ovládala v letech 1136–1225 část Kavkazu, především území současného Ázerbájdžánu a také jižní cíp dnešní Arménie, severovýchodní cíp dnešního Turecka a Džibal ("Perský Irák") na území dnešního Íránu. Byla kypčackého původu. Zakladatelem dynastie byl Šams ad-Dín Ildegiz, původně seldžucký vojenský otrok. Až do roku 1194 byli Ildegizidové podřízeni seldžuckým sultánům (odtud titul atabeg), pak ale vládli v zásadě nezávisle. Později je oslabili a nakonec zničili mamlúci, kteří nakonec vytvořili Chórezmskou říši, která ildegizidské území pohltila. Mnoho konfliktů měli Ildegizidové zejména s Gruzínským královstvím. Tyto střety vymezovaly sféry islámu a křesťanství na Kavkaze.